# Остролодочник нижнеальпийский
Остролодочник нижнеальпийский, или Остролодочник приальпийский (лат. Oxytropis alpestris), — вид растений рода Остролодочник (Oxytropis) семейства Бобовые (Fabaceae), растущий на субальпийских лугах и в горных лиственничных лесах юго-восточного Алтая.

## Ботаническое описание
Бесстебельное зелёное растение с разветвлённым стержнем, образует дерновинки. Цветоносы длиннее листьев, с полуоттопыренными чёрными и белыми волосками. Листья по оси и черешку прижато-волосистые и с редкими оттопыренными волосками. Прилистники внизу приросшие к черешку и высоко сросшиеся между собою, с 1 жилкой, плёнчатые, заострённые, по краю с ресничками. Листочки в числе 10—12 пар, продолговато-яйцевидные или ланцетные, прижато-волосистые.
Кисти головчато-яйцевидные, рыхловатые, с 5—10 цветками. Прицветники немного короче чашечки. Чашечка трубчато-колокольчатая, с чёрными и белыми прижатыми волосками и ланцетными зубцами в 4 раза короче трубки. Венчик бледно-голубоватый. Флаг 16—18 мм длиной, обратнояйцевидный, слегка выемчатый. Остроконечие лодочки около 1 мм длиной. Бобы сидячие, продолговато-яйцевидные, косо вверх торчащие, прижато чёрноволосистые и отчасти беловолосистые, с брюшной стороны желобчатые, полудвугнёздные. 2n=32.

## Охрана
Вид включён в Красную книгу России и в Красные книги республик Алтай и Тыва